# Helle Thorning-Schmidt
Helle Thorning-Schmidt (AFI:[ˈhɛlə ˈtoɐ̯neŋ ˈsmed] - Rødovre, 14 de desembre de 1966) és una política danesa que fou líder del partit Socialdemokratiet i Primera Ministra de Dinamarca de l'any 2011 al 2015. És actualment CEO de l'organització mundial Save the Children d'ençà el mes d'abril del 2016.

## Biografia
Thorning-Schmidt és llicenciada en Ciències polítiques per la Universitat de Copenhaguen i màster en estudis europeus pel Col·legi d'Europa de Bruges. La seva carrera política s'inicia com a consultora de la Landsorganisationen i Danmark (Confederació sindical danesa), organització que aglutina els sindicats danesos. L'any 1999 és escollida diputada al Parlament europeu i el 2003 és candidata del districte nominal d'Østerbro, a la ciutat de Copenhaguen. El mes de febrer de 2005, el partit socialdemòcrata danès va perdre per segona vegada les eleccions legislatives daneses enfront d'Anders Fogh Rasmussen, fet que provocà la dimissió del seu líder Mogens Lykketoft i la convocatòria d'un congrés extraordinari per escollir el nou líder del partit. El Congrés es va celebrar a Odense el 12 de març de 2005 i va decidir celebrar una votació entre els afiliats per escollir entre Helle Thorning-Schmidt i Frank Jensen, els dos candidats que pugnaven pel càrrec. El 12 d'abril va ser escollida Thorning-Schmidt amb un 53% dels vots, enfront del 47% del seu oponent, esdevenint la primera dona a presidir el partit.
En les primeres eleccions com a candidata, l'any 2007 es va quedar a poc més del 3% dels vots que obtingué Rasmussen, el qual fou escollit primer ministre. De fet, aquells foren els pitjors resultats del partit socialdemòcrata danès en els darrers 100 anys. En les eleccions de l'any 2011, els resultats van ser lleugerament inferiors als del 2007, i va perdre un escó, però la correlació de forces i el fort descens de la ultradreta, permeteren a Thorning-Schmidt aliar-se amb tres partits menors per formar govern i convertir-se en primera ministra el 3 d'octubre de 2011.